# Sybra bicristipennis
Sybra bicristipennis là một loài bọ cánh cứng trong họ Cerambycidae.